# Lasiochalcidia pilosella
Lasiochalcidia pilosella är en stekelart som först beskrevs av Cameron 1904.  Lasiochalcidia pilosella ingår i släktet Lasiochalcidia och familjen bredlårsteklar. Inga underarter finns listade i Catalogue of Life.